# メアリー・アン・ニコルズ
メアリー・アン・"ポリー"・ニコルズ（英: Mary Ann "Polly" Nichols、旧姓: ウォーカー <英: Walker>、1845年8月26日 - 1888年8月31日）は、ホワイトチャペル殺人事件の被害者の1人である。ニコルズ殺害は有名な連続殺人者の切り裂きジャックの最初の犯行と考えられている。切り裂きジャックはロンドンのホワイトチャペルで少なくとも5名の女性を殺害したと考えられている。

## 生涯
メアリー・アンは1845年8月26日にロンドンのソーホーにあるディーン・ストリートで生まれた。父は錠前鍛冶のエドワード・ウォーカー (英: Edward Walker)、母はキャロライン (英: Caroline) である。1864年1月16日に印刷装置機械工のウィリアム・ニコルズ (英: William Nichols) と結婚し、1866年から1879年の間に5人の子供を儲けた。子供の名前はエドワード・ジョン (英: Edward John)、パーシー・ジョージ (英: Percy George)、アリス・エスター (英: Alice Esther)、イライザ・セアラ (英: Eliza Sarah)、ヘンリー・アルフレッド (英: Henry Alfred) である。2人の結婚生活は1880年または1881年に破綻したが、その原因を巡って問題に発展した。メアリーの父は、ウィリアムが末っ子の出産に立ち会った看護師と恋愛関係になり、メアリーを置いて出ていったとしてウィリアムを非難した。しかし、ウィリアムは、看護師と恋愛関係にあったとされる日の後も少なくとも3年間は結婚生活が続いていた証拠があると主張した。ウィリアムは、メアリーが自分を捨てて売春を行っていたという主張を曲げなかった。警察の報告によれば、2人が別れる原因となったのはメアリーの飲酒癖だという。
ウィリアムは法的な理由から疎遠になった妻を扶助する必要があったため、1週間おきに5シリングの手当を与えた。しかし、1882年にメアリーが売春婦として働いていることをウィリアムが聞きつけたことで手当は払われなくなった。妻が違法な手段で金を稼いでいる場合は妻を扶助する必要がなかったためである。メアリーは残りの人生のほとんどを救貧院や下宿屋で過ごした。生活は慈善の施し物か売春による僅かな稼ぎに頼っていた。メアリーは父と一緒に1年かそれ以上暮らしたが、口論の後に父の元を去った。メアリーの父が聞いた話によれば、メアリーはその後、ウォルワースに住むドゥルー (英: Drew) という名の鍛冶工と一緒に暮らしたという。1888年前半、メアリーはトラファルガー広場で野宿していたところを発見された後、ランベス救貧院に移された。5月に救貧院を出て、ワンズワースで召使の仕事を始めた。この召使の仕事は不幸せなものだった。メアリーはアルコール依存症だったが、雇い主のカウドリー (英: Cowdry) 夫妻は絶対禁酒主義者だったのである。2ヵ月後、メアリーは3ポンド10シリングの価値がある衣服を盗んで立ち去った。殺害された当時、メアリーはスピタルフィールズにあるホワイトチャペル・コモン・ロッジングハウス (生活困窮者向けの安価な共同住宅) に住んでいた。エミリー・"ネリー"・ホランド (英: Emily "Nelly" Holland) という名前の女性と部屋を共有していた。

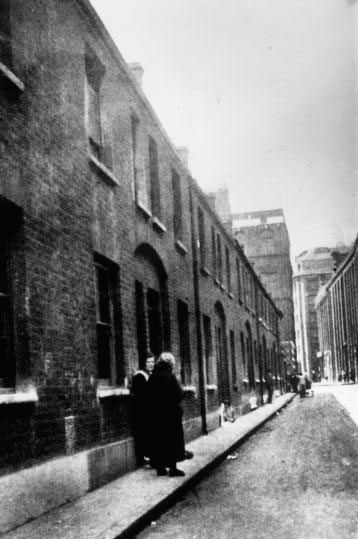
バックス・ロー。この場所でメアリー・アン・ニコルズは殺害された。

## 殺害
8月30日午後11時頃、ニコルズがホワイトチャペル・ロードを歩いているのを目撃された。8月31日午前0時30分、スピタルフィールズのブリック・レーンにあるパブを出たところを目撃された。1時間後、ニコルズは宿泊費に4ペンス足りなかったため、スロール・ストリート18番地のロッジングハウスから追い出された。記録にあるニコルズの最後の発言によれば、入手した新しいボンネットの助けを借りて、通りで足りない分の金をすぐに稼いでくるつもりだったという。午前2時30分頃、同居人のエミリー・ホランドがオズボーン・ストリートとホワイトチャペル・ロードの曲がり角でニコルズに会った。ニコルズはホランドに、その夜の宿泊を3回できるほどの金を稼いだが、何度もアルコールに使ってしまったと語った。生きているニコルズの姿が目撃されたのはこれが最後だった。ニコルズはその1時間後に殺害されることになる。
午前3時40分、ホワイトチャペルのバックス・ロー (以降ダーウォード・ストリートに改名) にある門口の前で、荷馬車の御者のチャールズ・アレン・クロス (英: Charles Allen Cross、旧姓: リッチメア <英: Lechmere>)が地面に横たわっているニコルズの遺体を発見した。場所はロンドン病院から約135メートル、ブラックウォール・ビルディングスから約90メートルの距離だった。スカートがめくれ上がっていた。荷車の御者であるロバート・ポール (英: Robert Paul) が通勤中に通りがかり、クロスの方へ近付いてきた。クロスはポールを呼び寄せ、2人は通りを横切って遺体の方へ向かい、一緒に遺体の様子を調べた。クロスは死んでいるようだと言ったが、ポールは確証が持てず、気を失っているだけかもしれないと思った。2人はめくれたスカートを直して下半身を隠し、警察官を探しに行った。クロスはジョナス・マイズン (英: Jonas Mizen) 巡査と出くわし、すぐにマイズンにニコルズのことを伝えた。その際に、女性は死んでいるか酔っ払っているようだが、おそらく死んでいると思うというようなことを言った。その後、クロスとポールは通勤に戻り、マイズンにニコルズの遺体を任せた。
マイズンが遺体に近付いたとき、巡回中のジョン・ニール (英: John Neale) 巡査が別方向からやって来た。ニールはランタンで合図を送って3人目の警察官のジョン・セイン (英: John Thain) 巡査を現場へ呼び寄せた。殺人事件が起きたというニュースが広がり、ウィンスロップ・ストリートにある廃馬畜処理場から、夜通しの仕事の最中だった3人の馬肉処理業者が遺体を見に来た。馬肉処理業者や近隣の通りを巡回中の警察官、バックス・ローの横の住宅の住人の中に、遺体が発見される前に怪しいものを見聞きしたと報告した者は誰も居なかった。
セイン巡査は外科医のヘンリー・ルエリン (英: Henry Llewellyn) 医師を呼んだ。午前4時にルエリンは到着し、ニコルズは約30分前に死亡したと結論付けた。ニコルズの喉は左から右に2回切られており、腹部は切り刻まれていた。腹部には深くぎざぎざとした傷が1箇所、腹部を横切る傷が数箇所あった。腹部の右側にある3・4箇所の傷は似通っており、同一のナイフ (刃渡りは推定15センチメートルから20センチメートル以上) で下方向に激しく切りつけてできた傷のようだった。ルエリンは犯行現場に少量の血液しか残っていないことに驚いた。大きいワイングラス2杯がいっぱいになる程度、つまりは多くて0.3リットル弱しかなかったという。このことから、ニコルズは遺体が発見された場所以外で殺害された可能性が出てきたが、実際は傷口から出た血液は衣服や毛髪に染みこんでいたというだけだった。ニコルズは遺体が発見された場所で喉を素早く切り裂かれて殺害されたことはほぼ間違いなかった。喉を切られた傷でニコルズはすぐに死亡したようで、腹部の傷はニコルズの死後に付けられたものだった。腹部の傷を付けるのに5分とかからなかったようである。一般に、人間が死亡した後にさらに遺体に傷を付けても、必ずしも大量の出血があるとは限らない。セイン巡査によれば、遺体を持ち上げてみると、固まった血の大きな塊が遺体の下にあったという。

## 検死審問

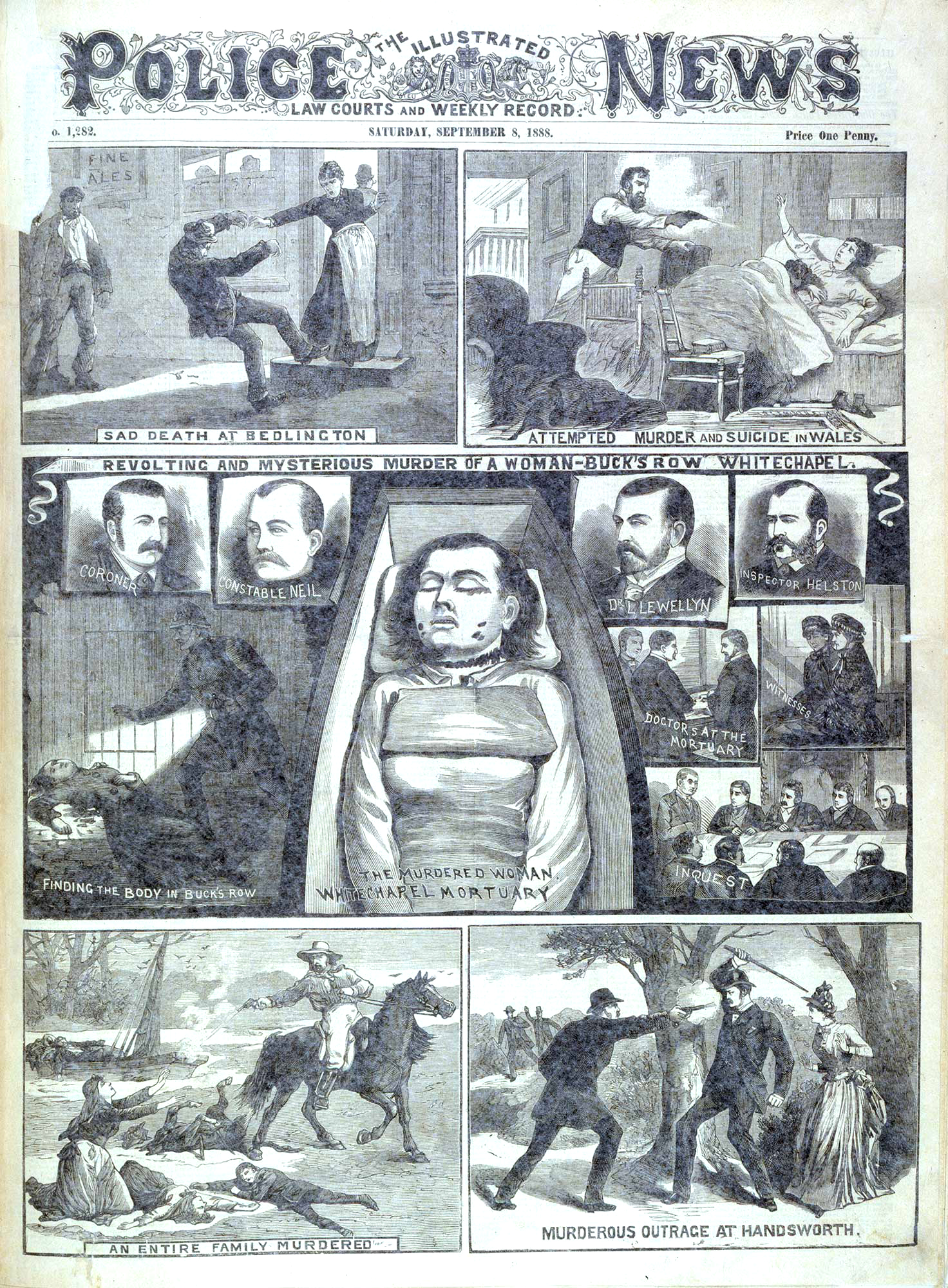
1888年9月8日のThe Illustrated Police Newsに掲載されたニコルズ殺害の検視審問の様子を描いた絵。

殺人事件はロンドン警視庁のベスナル・グリーン地区の管轄で発生したため、最初は地元の刑事やジョン・スプラトリング (英: John Spratling) 警部補、ジョセフ・ヘルソン (英: Joseph Helson) 警部補が捜査に当たった。しかし、ほとんど成果が無かった。報道機関内の分子が、以前に発生していたエマ・エリザベス・スミス殺害事件とマーサ・タブラム殺害事件とをニコルズ殺害に結び付け、ニコルズを殺害したのはスミスの事件のようにギャングではないかという説を唱えた。一方で、スター紙は単独犯による犯行という説を出し、他の新聞もそれぞれの筋書きで報じた。ロンドンで連続殺人者が野放しになっている疑いから、スコットランドヤード中央局からフレデリック・アバーライン (英: Frederick Abberline) 警部補、ヘンリー・ムーア (英: Henry Moore) 警部補、ウォルター・アンドリューズ (英: Walter Andrews) 警部補が一時的に配属された。
ニコルズは身元確認ができるものを持っていなかったが、ペティコートにランベス救貧院で洗濯された印がついていたため、これを通じて身元を特定することができた。以前にいた救貧院の居住者がニコルズの身元を割り出し、ネリー・ホランドとウィリアム・ニコルズが遺体がメアリー・アン・ニコルズのものであることを確認した。ニコルズの死亡証明書には死亡時点で42歳と書かれているが、出生記録の情報は43歳で死亡したことを示していた。死亡証明書の年齢の誤記と思しきものは棺の名札や墓石にも反映されていた。検死審問の際にニコルズの父からも、ニコルズは死亡時に43歳だったことの確認がとれた。その際、父はニコルズが実年齢よりも10歳若く見えると述べた。ニコルズの検死審問は9月1日にホワイトチャペル・ロードのワーキング・ラッズ・インスティテュートで開かれた。検視官のウィン・エドウィン・バクスターが検死審問を担当した。タイムズで検死審問の証言は次のように報じられた。
5本の歯が無くなっており、舌に小さな裂傷があった。顔の右側の方で顎の下の部分に沿って打撲傷ができていた。拳による殴打か親指による圧迫で生じた傷の可能性がある。顔の左側には円形の打撲傷があり、こちらも指による圧迫で生じたものである可能性がある。首の左側では、顎から2.5センチメートルほど下の方に裂傷があり、耳のすぐ下から10センチメートルほど切り裂かれていた。同じく首の左側に、先ほどの傷から2.5センチメートル下に傷があり、首の前の方から2.5センチメートルのところから、右顎の7.6センチメートル下のところまで、円く切り裂かれていた。その傷は頚椎の下の組織を完全に全て切り裂いていた。首の両側の大血管が切り裂かれていた。その傷は約20.3センチメートルの長さだった。これらの傷は刃渡りの長い程々の鋭さのナイフで非常に激しく切りつけてできたものに間違いない。
乳房には血が付いておらず、体や衣服にも血は付いていなかった。そこから下腹部までには傷が無かった。下腹部の左側から5センチメートルから8センチメートルほどのところでぎざぎざの傷があった。その傷は非常に深く、組織を貫通していた。腹部を横切る裂傷が数箇所あった。右側には同じような下方向の裂傷が3・4箇所あり、どれもナイフで下方向に激しく切りつけてできたものである。傷は左から右へ付けられており、左利きの人物によって付けられた可能性がある。全ての傷は同じナイフで付けられていた。
ルエリンは殺人者は左利きの可能性があると推測したが、後にこの初期の推測は誤っている可能性があると語った。しかし、殺人者は左利きであるという話はその後も信じられ続けた。
「レザー・エプロン」 (英: Leather Apron、直訳すると「革のエプロン」) と呼ばれる地元の人物が犯人の可能性があるという噂が流れ、警察が捜査した。しかし、警察はその人物が犯人という証拠はないと記録していた。想像上の「レザー・エプロン」の描写が新聞に掲載されたが、粗野なユダヤ人のステレオタイプでしかなかった。ライバル紙の記者たちは記者の空想の産物として退けた。ポーランド系ユダヤ人のジョン・パイザー (英: John Pizer) は革から履物を作る仕事をしていたが、「レザー・エプロン」という名前で知られていた。警察は証拠が不足していたがパイザーを逮捕した。しかし、アリバイが確認されてすぐに釈放された。パイザーは自身を殺人者として報じた少なくとも1社の新聞社から金銭的補償を得ることに成功した。
検死審問は警察による証拠集めのために数回延期し、9月24日に終了した。得られる限りの証拠から、バクスター検視官は、ニコルズは午前3時直後に遺体が発見された場所で殺害されたと結論付けた。バクスターによる約定の中で、ニコルズ殺害がスミスやタブラムの殺害と関係する可能性は退けられた。使用された武器が2つの事件とは異なるうえに、どちらの事件でも被害者の喉が切り裂かれたわけではなかったためである。しかし、ニコルズの検死審問が終わる前に、アニー・チャップマンが殺害される事件が発生した。バクスターは、チャップマンとニコルズの遺体の傷に顕著な類似性があると記した。警察によるチャップマン殺害とニコルズ殺害の捜査は統合された。
メアリーの検死審問が終了した1週間後にエリザベス・ストライドとキャサリン・エドウッズが殺害され、11月9日にメアリー・ジェーン・ケリーが殺害された。類似の手口からこれらの事件は関連付けられ、報道や大衆は切り裂きジャックと呼ばれる1人の連続殺人者の犯行と見なした。

## 葬儀

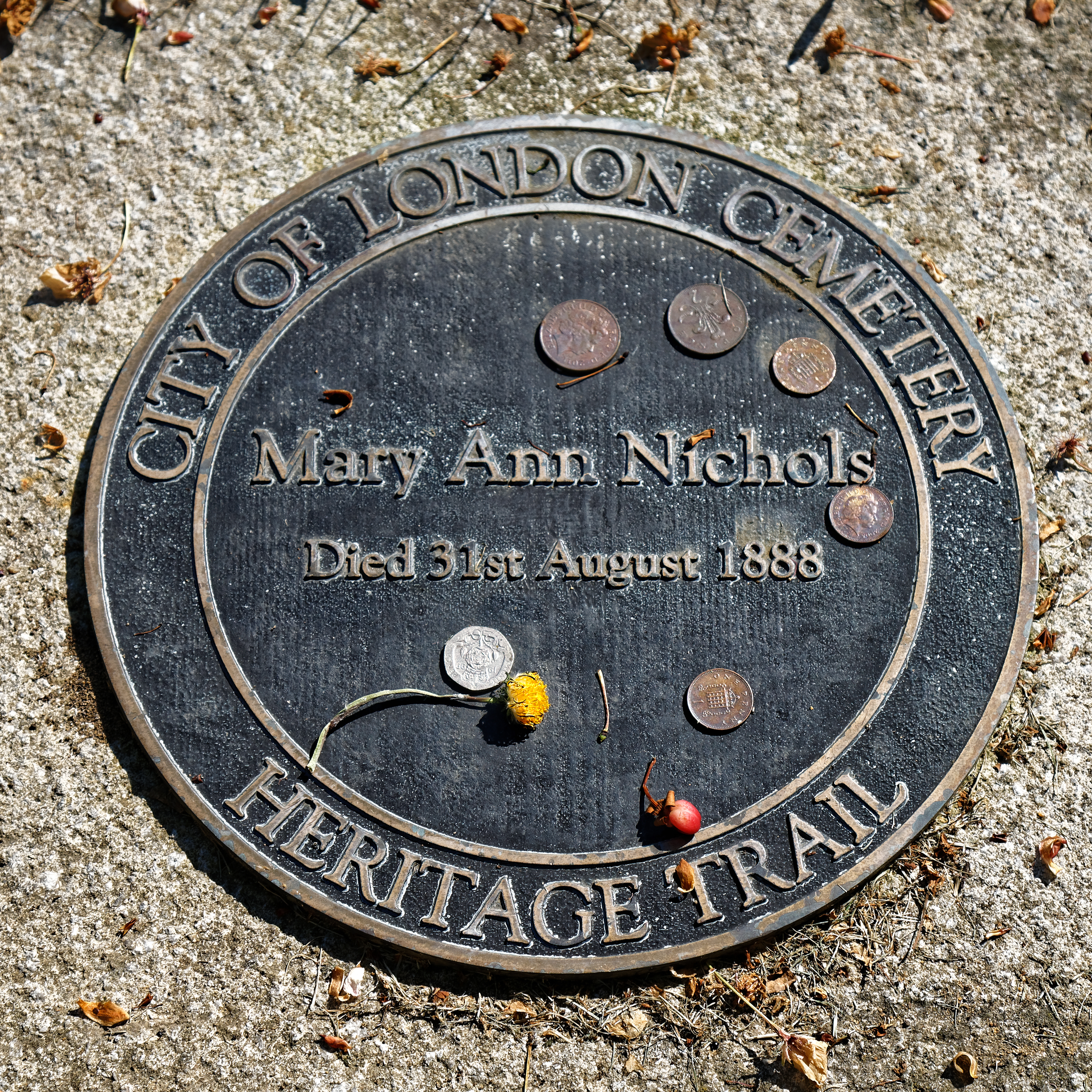
ロンドン市共同墓地にあるメアリー・ニコルズの墓標

メアリーは1888年9月6日に埋葬された。その日の午後、遺体は磨かれた楡材の棺に入れられて、ヘンベリー・ストリートの葬儀屋のヘンリー・スミス (英: Henry Smith) の元へ送られた。葬列は葬式用馬車と、ウィリアム・ニコルズとエドワード・ジョン・ニコルズ (メアリーの長男、22歳) を載せた2台の馬車から成った。ニコルズはロンドン市共同墓地に埋葬された。現在のメモリアル・ガーデンの端にある、210752という数字が振られた公営の墓に眠っている。
1996年後半、ロンドン市共同墓地の運営はニコルズの墓に銘板を付けることを決定した。